# Monastère de Qozhaya
Le monastère de Qozhaya (en syriaque : ܩܙܚܝܐ ܐܢܛܘܢܝܘܣ ; en arabe : دير مار أنطونيوس قزحيا) est situé dans le district de Zgharta dans la région du Nord-Liban. Il appartient à l'Ordre libanais maronite.
Le monastère se situe sur le parcours du sentier de longue randonnée « Lebanon Mountain Trail ».

## Étymologie et nom
Il est dédié à saint Antoine le Grand. Il est communément appelé Qozhaya en référence à la vallée dans laquelle il se trouve, la vallée de Qozhaya, laquelle est connectée à son extrémité ouest avec la vallée de Qannoubine. L'ensemble des deux vallées forment ainsi ce qu'on appelle la vallée de Qadisha. 
L'étymologie de Qozhaya varie selon les linguistes. Cependant, dans les années récentes, l'origine syriaque a été largement adoptée et donne le sens approximatif de « trésor de vie ». 

## Histoire
Qozhaya est considéré comme l'un des plus anciens monastères de la vallée de Qadisha. Plusieurs ermitages lui sont rattachés et à une certaine période (probablement au XIIe siècle), il a été le siège du patriarcat maronite. 
En 1708, le monastère a été cédé par l'évêque Jean (Youhanna) Habcouq à l'Ordre libanais maronite récemment formé. Il fut directement administré par l'un des fondateurs, le Père général Abdallah Qaraali. Entre 1708 et 1723, il servit de Généralat à l'Ordre, en raison de son importance historique, ecclésiale et sociale. Qozhaya fut à son apogée dans la première partie du XIXe siècle avec plus de 300 moines.
Avec ses vastes dépendances dans la vallée, à Ain-Baqra et dans la plaine de Jedaydeh, Qozhaya est un des monastères les plus prospères de l'Ordre.